# Spilosoma mediocincta
Spilosoma mediocincta là một loài bướm đêm thuộc phân họ Arctiinae, họ Erebidae.